# 顕密
顕密（けんみつ）は、顕教と密教を併せたもの。本来は仏教の教相判釈における二分法であるため、仏教そのものを指すことになる。ただ顕密仏教、顕密体制という場合、体制側、国家側の官僧の系譜を引くものを指し、いわゆる鎌倉新仏教を含まないことが多い。またベースには「密教的思潮」ないし本覚思想があるとされている。